# Natalia Rázumova
Natalia Nikoláyevna Rázumova (en ruso: Ната́лья Никола́евна Ра́зумова; 21 de noviembre de 1961, Ekaterimburgo) es una exjugadora de voleibol de Rusia. Fue internacional con la Selección femenina de voleibol de la Unión Soviética. Compitió en los Juegos Olímpicos de Moscú 1980 en los que ganó la medalla de oro y en los que jugó los cinco partidos.